# Crotalaria cylindrocarpa
Crotalaria cylindrocarpa är en ärtväxtart som beskrevs av Dc.. Crotalaria cylindrocarpa ingår i släktet sunnhampor, och familjen ärtväxter. Inga underarter finns listade i Catalogue of Life.